# جون هورن بورنس
جون هورن بورنس (بالإنجليزية: John Horne Burns)‏ (7 أكتوبر 1916 في الولايات المتحدة - 11 أغسطس 1953 في إيطاليا)؛ كاتِب ومؤلِّف وروائي أمريكي. درس في جامعة هارفارد.